# Eialete de Vã
O eialete de Vã (em turco otomano: ایالت وان; romaniz.: Eyālet-i Vān) foi um eialete do Império Otomano com capital em Vã. Foi formado em 1548 como um dos beilerbeilhiques do império. Sua área relatada no século XIX era de 9 616 milhas quadradas (24 910 quilômetros quadrados).

## Divisões administrativas
A divisão administrativa do beilerbeilhique de Vã entre 1680 e 1702 foi a seguinte:
1. Sanjaco of Vã (Paşa Sancağı, Vã)
2. Governo de Bitlis (Bitlis Hükûmeti, Bitlisse)
3. Governo de Quizane (Hizan Hükûmeti, Quizane)
4. Governo de Cacari (Hakkâri Hükûmeti, Cacari)
5. Governo de Coxabe (ou Mahmûdî, Hoşab Hükûmeti, Guzelsu)
6. Sanjaco de Carcar (Kârkâr Sancağı, Daldere)
7. Sanjaco de Zeriqui (Zeriki Sancağı, Sareja)
8. Sanjaco de Xervi (Şırvî Sancağı, Xirvane)
9. Sanjaco de Mucusse (Müküs Sancağı, Baquechessarai)
10. Sanjaco de Xetaque (Şıtak Sancağı, Chataque)
11. Sanjaco de Albaque (Albak Sancağı, Bascale)
12. Sanjaco de Ispaguirde (Espayrid Sancağı, Erguechidir)
13. Sanjaco de Erjixe or Arjixe (Erciş Sancağı, Erjixe)
14. Sanjaco de Quexane (Késan Sancağı, Surujuler)
15. Sanjaco de Adiljevaz (Adilcevâz Sancağı, Adiljevaz)
16. Sanjaco de Agaquis (Ağakis Sancağı, Golu)
17. Sanjaco de Bargueri (Bargiri Sancağı, Muradie)
18. Sanjaco de Diadine (Diyadin Sancağı, Diadine)
19. Sanjaco de Somai (Somay Sancağı, Sero)
20. Sanjaco de Carune (Harûn Sancağı, Guzelconaque)